# Eugen Sänger
Dr. Eugen Sänger (Přísečnice, 22 settembre 1905 – Berlino Ovest, 10 febbraio 1964) è stato un ingegnere aeronautico austriaco noto per i suoi studi sul corpo portante e sullo statoreattore.

## Biografia
Sänger nacque presso la città mineraria di Přísečnice in Boemia, al tempo parte dell'Impero austro-ungarico. Studiò ingegneria presso le Technische Universität (politecnico) di Graz e di Vienna. Mentre era studente fu folgorato dalla lettura del libro di Hermann Oberth Die Rakete zu den Planetenräumen ("Il razzo nello spazio interplanetario"), che lo portò a cambiare il suo corso di studi da ingegneria civile ad ingegneria aeronautica. Fu anche socio della associazione tedesca di razzi amatoriali (la Verein für Raumschiffahrt o VfR - "Club dei viaggi spaziali") che era diretta dallo stesso Oberth.
Sänger presentò la sua tesi sul volo con propulsione a razzo, ma fu rifiutata dall'università perché ritenuta troppo fantasiosa. Si laureò, quindi, con una più convenzionale tesi sulla statica della travatura reticolare. In seguito Sänger pubblicherà nel 1933 la tesi originale con il titolo Raketenflugtechnik ("Ingegneria del volo a razzo"). Nel 1935 e nel 1936, pubblicò alcuni articoli sul volo con propulsione a razzo sulla rivista austriaca Flug ("Volo") che attirarono l'attenzione del Ministero dell'Aria del Reich (Reichsluftfahrtministerium o RLM) che vedeva nelle idee di Sänger una possibile soluzione all'obiettivo di costruire un bombardiere che potesse colpire gli Stati Uniti partendo dalla Germania (progetto Amerika Bomber).

## Bombardiere sub-orbitale
Nel 1936 Sänger accettò di dirigere il gruppo che si dedicava ai motori a razzo nella regione del Lüneburger Heide. Concepì l'idea di una slitta a razzo per lanciare un bombardiere che, una volta acceso il suo motore a razzo, sarebbe salito fino quasi nello spazio per un volo sub-orbitale costituito di diversi "rimbalzi" sugli strati superiori dell'atmosfera. Questo progetto era chiamato Silbervogel ("Uccello d'argento") e si basava sulla capacità della fusoliera di generare una portanza (come un corpo portante) durante la traiettoria di volo sub-orbitale. Sänger fu assistito nel progetto dalla matematica Irene Bredt, che poi sposò. Sänger progettò anche i motori a razzo che avrebbero dovuto essere installati sullo spazioplano che avrebbero dovuto generare una spinta di 1 MN. Fu il primo, con questo disegno, a suggerire l'uso del combustibile del razzo per il raffreddamento dell'ugello di scarico facendoglielo circolare intorno prima di bruciarlo nel motore.
Nel 1942, il RLM cancellò il progetto insieme ad altre soluzioni ancora più ambiziose per concentrare gli sforzi su tecnologie già affermate. Sänger fu mandato a lavorare per il Deutsche Forschungsanstalt für Segelflug (DFS, "Istituto tedesco per la ricerca sul volo planato") dove sviluppò importanti ricerche nel campo degli statoreattori fino al termine della seconda guerra mondiale.

## Dopoguerra

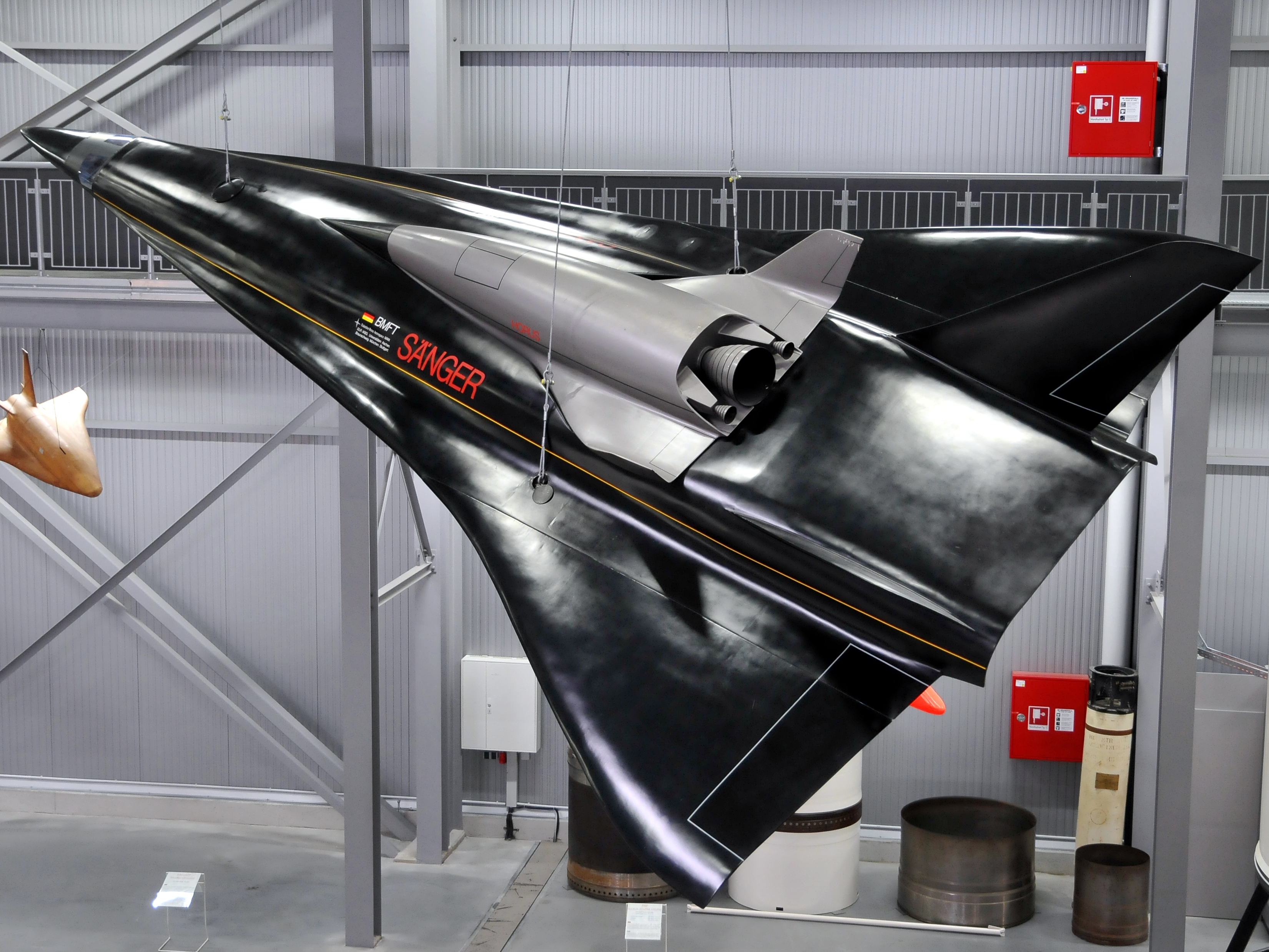
Modello del concetto di Sänger II ad Technik Museum Speyer

Dopo il conflitto, Sänger lavorò per il Governo francese e, nel 1949, fondò la Fédération Astronautique. Mentre era in Francia, fu oggetto di un fallito tentativo di avvicinamento da parte di agenti segreti sovietici. Joseph Stalin era rimasto colpito dai rapporti sul Silbervogel e mandò suo figlio, Vasilij,e lo scienziato Grigori Tokaty per convincerlo a trasferirsi in Unione Sovietica, ma senza successo. Alcune fonti riportano che Stalin avesse cercato anche di farlo rapire dal NKVD.
Nel 1951, divenne il primo Presidente della Federazione Astronautica Internazionale.
Nel 1954, Sänger ritornò in Germania e, dopo tre anni, diventò il direttore del dipartimento di ricerca sulla propulsione a reazione a Stoccarda. Tra il 1961 ed il 1963 collaborò con la Junkers nello studio di uno spazioplano con motori ramjet che però non avanzò oltre la fase di progettazione. Tra le altre proposte innovative di Sänger spicca l'uso di sistemi propulsivi fotonici per la navigazione interstellare, tra cui la vela solare.
Morì a Berlino nel 1964. La tomba dei coniugi Sänger si trova presso il cimitero "Alter Friedhof" a Stoccarda.
Il suo lavoro sul Silbervogel fornì le basi teoriche per velivoli quali l'X-15, l'X-20 Dyna-Soar, e, infine, lo Space Shuttle.

## Onorificenze
- Membro onorario della British Interplanetary Society (B.I.S.) nel 1949[6]